# Campionato del mondo di calcio da tavolo 2003
Il Campionato del mondo di calcio da tavolo 2003 si tenne a Cospicua.

## Medagliere
| Pos. | Paese      | Oro | Argento | Bronzo | Totale |
| ---- | ---------- | --- | ------- | ------ | ------ |
| 1    | Italia     | 4   | 2       | 3      | 9      |
| 2    | Malta      | 2   | 0       | 3      | 5      |
| 3    | Belgio     | 1   | 6       | 2      | 9      |
| 4    | Portogallo | 1   | 0       | 2      | 3      |
| 5    | Danimarca  | 1   | 0       | 0      | 1      |
| 6    | Spagna     | 0   | 2       | 0      | 2      |
| 7    | Germania   | 0   | 0       | 2      | 2      |
| 8    | Grecia     | 0   | 0       | 1      | 1      |
| -    | Austria    | 0   | 0       | 1      | 1      |

## Categoria Open

### Risultati

#### Individuale
Prima fase a gironi ed Eliminazione Diretta
| Oro     | Massimiliano Nastasi           | Italia            |
| Argento | Giancarlo Giulianini           | Italia            |
| Bronzo  | Antonio Mettivieri Filipe Maia | Italia Portogallo |

#### Squadre
Prima fase a gironi ed Eliminazione Diretta
| Oro     | Italia Massimiliano Nastasi, Massimo Bolognino, Giancarlo Giulianini, Antonio Mettivieri, Francesco Mattiangeli                                                                      | Italia       |
| Argento | Belgio Philippe Roufosse, Gil Delogne, Valéry Dejardin, Alain Hanotiaux | Belgio       |
| Bronzo  | Malta Joseph Mifsud, Stefan Pace, Derek Conti, Joseph Borg Bonaci, Massimo Cremona Grecia Kostas Kechris, Giorgos Koutis, Giorgos Dimakeas, Velissarios Fragakis, Christos Aggelinas | Malta Grecia |

## Categoria Under19

### Risultati

#### Individuale
Prima fase a gironi ed Eliminazione Diretta
| Oro     | Roderick Sciberras                | Malta        |
| Argento | Carlo Flores                      | Spagna       |
| Bronzo  | Mickaël Casciano Jean Carl Tabone | Belgio Malta |

#### Squadre
Prima fase a gironi ed Eliminazione Diretta
| Oro     | Malta Jean Carl Tabone, Roderick Sciberras, Samuel Bartolo, Melanie Fenech                   | Malta   |
| Argento | Belgio Steven Delfosse, Jessica Hardenne, Mickaël Casciano, Nicolas Baccega, Benoît Heunders | Belgio  |
| Bronzo  | Austria Peter Zeilinger, Christian Haas, A. Haas, Patrick Zeilinger                          | Austria |

## Categoria Under15

### Risultati

#### Individuale
Prima fase a gironi ed Eliminazione Diretta
| Oro     | Arnaud Nullens           | Belgio              |
| Argento | Stefano Buono            | Italia              |
| Bronzo  | Maiko Maaz Bruno Fonseca | Germania Portogallo |

#### Squadre
Prima fase a gironi ed Eliminazione Diretta
| Oro     | Portogallo Ruben Portugues, Luis Ferreira, Bruno Fonseca, Ricardo Margarido, Ricardo Barros, Coulte | Portogallo |
| Argento | Belgio Logan Carette, Justin Leroy, Maxime Castel, Arnaud Nullens                                   | Belgio     |
| Bronzo  | Italia Giacomo Meozzi, Marco Pennacchini, Stefano Buono, Johnatan Tartarelli, Davide Gambacci       | Italia     |

## Categoria Veterans

### Risultati

#### Individuale
Prima fase a gironi ed Eliminazione Diretta
| Oro     | Renzo Frignani               | Italia        |
| Argento | Arturo Martinez              | Spagna        |
| Bronzo  | Mauro Nardini Steve Grégoire | Italia Belgio |

#### Squadre
Prima fase a gironi ed Eliminazione Diretta
| Oro     | Italia Mauro Nardini, Enrico Tecchiati, Renzo Frignani, Vincenzo Varriale, Alberto Riccò, Riccardo Marinucci                                        | Italia           |
| Argento | Belgio Jos Ceulemans, Marcel Lange, Steve Grégoire, Yves Peremans                                                                                   | Belgio           |
| Bronzo  | Austria Manfred Schuhmann, Michael Haiseber, Michael Kalina, Gustav Adler Germania Bernd Bauer, Michael Kappl, Hans Ruf, Jorg Hirzmann, Fred Vulpes | Austria Germania |

## Categoria Femminile

### Risultati

#### Individuale
Prima fase a gironi ed Eliminazione Diretta
| Oro     | Kamilla Kristensen          | Danimarca    |
| Argento | Jessica Hardenne            | Belgio       |
| Bronzo  | Melanie Fenech Aurélie Lucq | Malta Belgio |